# ルイス・バルバト
ルイス・アルベルト・バルバト・ウデマ（Luis Alberto Barbat Hudema, 1968年6月17日 - ）は、ウルグアイの首都・モンテビデオ出身のサッカー選手。ポジションはゴールキーパー。

## 経歴
1992年4月30日にエスタディオ・センテナリオで開催されたブラジル代表との親善試合でウルグアイ代表デビューし、1-0で勝利している。コパ・アメリカ2004では、負傷したファビアン・カリーニに代わって招集された。

## 所属クラブ
- CAプログレッソ 1985
- エストゥディアンテス・デ・ラ・プラタ 1986-1991
- リベルプールFC 1992-1993
- インデペンディエンテ・メデジン 1993-1994
- CSDコロコロ 1995
- デポルテス・トリマ 1996-1999
- アメリカ・デ・カリ 2000-2002
- ダヌービオFC 2003-2005
- セントラル・エスパニョールFC 2006
- アトレティコ・ブカラマンガ 2007
- CAフベントゥ・デ・ラス・ピエドラス（スペイン語版） 2008